# Nuclear Assault
I Nuclear Assault sono stati un gruppo thrash metal fondato nel 1984 a New York, dopo che il bassista Dan Lilker lasciò gli Anthrax in seguito all'uscita del loro primo disco, Fistful of Metal.

## Storia del gruppo

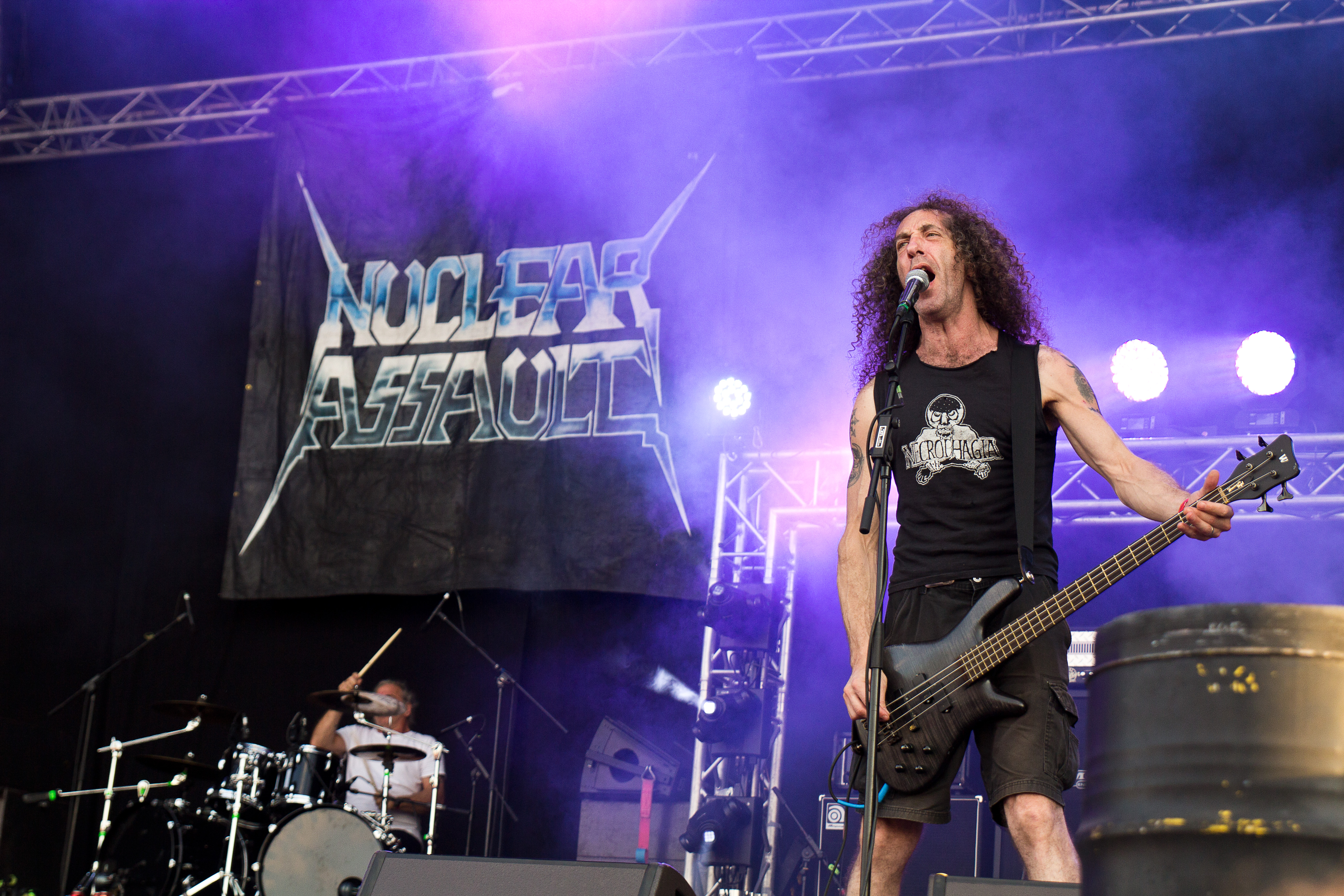
Glenn Evans e Dan Lilker al Party San Open Air 2016

Dan lasciò gli Anthrax per cercare un gruppo che suonasse musica più aggressiva, e fondò i Nuclear Assault col cantante e chitarrista John Connelly, che fu anch'egli membro degli Anthrax, anche se per breve tempo. Il chitarrista Mike Bogush e il batterista Scott Duboys si unirono in seguito, ma vennero presto rimpiazzati dal chitarrista Anthony Bramante e dal batterista Glenn Evans. 
I Nuclear Assault rappresentavano all'epoca una delle componenti estreme del thrash metal anni ottanta americano ed erano contraddistinti da forti influenze hardcore punk mischiate "ad hoc" con linee melodiche tradizionalmente metal. Il risultato sono canzoni spesso di breve durata, velocissime, devastanti, sulle quali il cantante John Connelly grida i suoi testi di protesta sociale con una voce lancinante e roca ma anche melodica. John, con i suoi capelli lunghissimi (oltre il fondoschiena), è capace di raggiungere altezze vocali spesso proibitive per altri cantanti Thrash ed è uno dei marchi di fabbrica del gruppo. Su ogni album c'è sempre la scheggia impazzita di un pezzo ultra veloce, in tipico stile grindcore, cantato con voce growl dal bizzarro Dan Lilker. I testi di questi pezzi sono sempre molto ironici, dissacranti e provocatori, sulla falsariga di quelli del progetto parallelo di Lilker: gli S.O.D.. Testi controversi come quello di Hang the Pope dove la band se la prende con il Vaticano
oppure quello di My America dove apostrofa i sovietici come "i comunisti minchioni",
hanno creato diverse polemiche.
Tutti gli album di questa storica band hanno in comune testi di forte impegno sociale e di denuncia verso il sistema. La maggior parte dei gruppi Thrash dell'epoca aveva queste caratteristiche ma nel caso dei Nuclear Assault il grido contro il sistema, la politica e le istituzioni raggiungeva il punto più alto. 
Il gruppo ha un'attitudine tipicamente punk con una visione del mondo ecologista, pacifista e sostanzialmente anarchica, ribelle verso la società degli anni ottanta costruita sulle mode e il consumismo. Il look truculento della band la dice lunga sull'attitudine anticonformista di questi quattro ragazzi di New York.
Le copertine degli album mettono in guardia costantemente verso i pericoli dell'energia nucleare e sulle sue applicazioni civili e militari. Lo spettro atomico, che aveva alimentato le paure della gente durante la guerra fredda, è il tema che ricorre sempre nei testi e nell'iconografia della band. Sull'album Survive è emblematica la copertina con due torri di raffreddamento di una centrale nucleare che emettono un fumo a forma di teschio con le corna (poi diventato mascotte della band). 
Nel brano Rise from the Ashes ("sorgere dalle ceneri") la band vomita tutta la sua componente ribelle e senza speranza: 
La visione del mondo della band è molto negativa e la musica violenta e diretta ne rafforza la convinzione.
Il gruppo americano punta anche il dito verso il sistema dei media accusati di addormentare il cervello delle persone per poterle manipolare.

Il pezzo Brainwashed recita: 

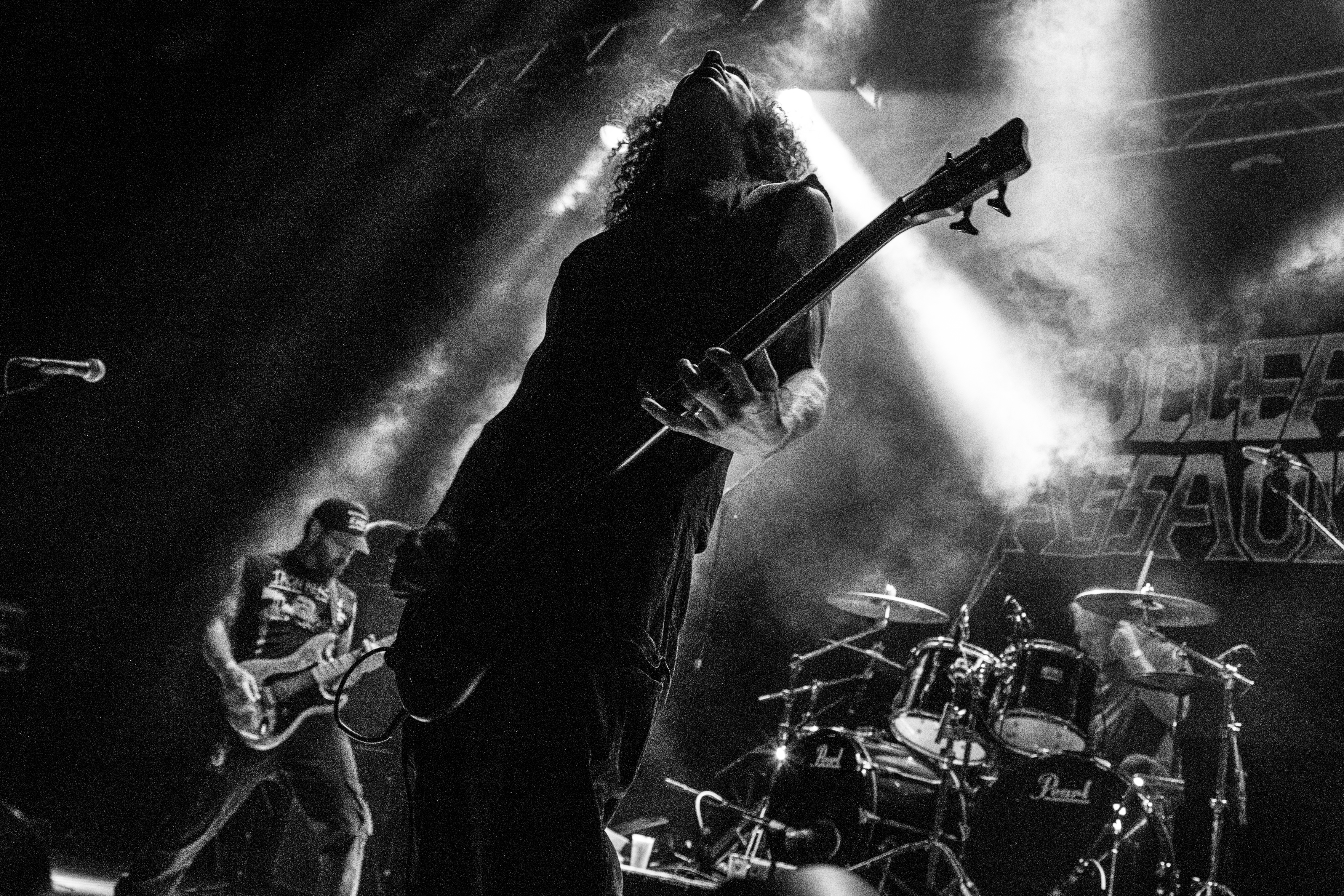
I Nuclear Assault all'Eindhoven Metal Meeting 2015

I Nuclear Assault sono anche capaci di dare messaggi positivi, andando in controtendenza verso chi deve per forza essere cattivo per rendere più dura la propria immagine e musica: nel brano Equal rights la band elogia Martin Luther King e mostra una visione del mondo basata sull'eguaglianza dei diritti umani.
Survive rimarrà una pietra miliare per il genere e forse sarà anche l'apice della carriera della band ma la maturità artistica verrà raggiunta con il seguente Handle with Care, album molto più vario e sfaccettato del precedente. In copertina un'immagine del nostro pianeta ci ricorda che è una cosa da "maneggiare con cura". I testi come al solito parlano dei mali della società: fascismo (New Song), ecologia (Inherited Hell, Critical Mass), vivisezione (Surgery), abuso di droghe (Emergency), ribellione verso polizia e autorità (Search and Seazure, When Freedom Dies)...
L'album successivo Out of Order, seppur pieno di buone idee con pezzi che guardavano anche al death metal, segnò la crisi della band forse legata anche alla decadenza del thrash metal in genere.
Dopo la pubblicazione di Out of Order Lilker lasciò per fondare, nel 1992, i Brutal Truth. Il gruppo pubblicò un altro disco prima dello scioglimento. I Nuclear Assault si riformarono nel 2002 e pubblicarono il live Alive Again, e, nel 2005, Third World Genocide.

## Formazione

### Formazione attuale
- John Connelly – voce, chitarra (1984–1995, 1997–1998, 2001–presente)
- Scott Harrington – chitarra (2004–presente)
- Dan Lilker – basso (1984–1992, 1997–1998, 2001–presente)
- Glenn Evans – batteria (1984–1995, 1997–1998, 2001–presente)

### Ex componenti
- Mike Bogush – chitarra (1984)
- Anthony Bramante – chitarra (1984–1991, 2001–2002)
- Dave DiPietro – chitarra (1991–1995)
- Eric Burke – chitarra (2002–2004)
- Scott Metaxas – basso (1992–1995)
- Eric Paone – basso (1998)
- Scott Duboys – batteria (1984)

## Discografia

### Album in studio
- 1986 – Game Over
- 1988 – Survive
- 1989 – Handle with Care
- 1991 – Out of Order
- 1993 – Something Wicked
- 2005 – Third World Genocide

### Album dal vivo
- 1992 – Live at the Hammersmith Odeon
- 2003 – Alive Again

### Raccolte
- 1995 – Assault & Battery

### Extended play
- 1986 – Brain Death
- 1987 – The Plague

### Singoli
- 1988 – Fight to Be Free
- 1988 – Good Times, Bad Times

## Videografia

### Album video
- 1989 – Handle With Care European Tour '89
- 1991 – Radiation Sickness
- 2006 – Louder Harder Faster

### Video musicali
- Brainwashed
- Critical Mass
- Long-Haired Asshole
- Price of Freedom
- Trail of Tears
- Something Wicked